# Austrogomphus bifurcatus
Austrogomphus bifurcatus är en trollsländeart som beskrevs av Tillyard 1909. Austrogomphus bifurcatus ingår i släktet Austrogomphus och familjen flodtrollsländor. Inga underarter finns listade i Catalogue of Life.